# Staw Linkula
Staw Linkula – potoczna nazwa stawu na terenie miasta Gdańska, w granicach dzielnicy Kokoszki. Geograficznie staw należy do Pojezierza Kaszubskiego, zaś historycznie do okręgu Wyżyny.

## Historia
Staw powstał w drugiej połowie XX w. w miejscu dawnego wyrobiska gliny dla pobliskiej cegielni w Kokoszkach. Wyrobisko gliny w tym miejscu funkcjonowało od przełomu XIX i XX w.
 do końca lat 30. XX w.. Glina do pobliskiej cegielni była dostarczana kolejką wąskotorową z zaprzęgiem konnym. Po wybudowaniu odnogi linii kolejowej nr 235 z Kokoszek do Gdyni wybudowano również wiadukt, po którym linia normalnotorowa przechodziła nad wspomnianą linią wąskotorową.